# Build It Better
Build It Better è un singolo della cantante australiana Natalie Imbruglia, pubblicato il 18 giugno 2021, estratto dall'album in studio Firebird. L'artista ha divulgato l'imminente pubblicazione del singolo attraverso un messaggio su instagram.

## Descrizione
In riferimento a questo brano musicale, l'artista ha dichiarato che "arrendersi al caos e vedere cosa c'è dall'altra parte è una bella lezione di vita". Del brano musicale è stato girato anche un videoclip che Imbruglia ha dichiarato essere una forma di evasione e di come la nostra civiltà ne abbia bisogno in questo momento storico. Il brano musicale, così come tutto l'album, è stato registrato quasi interamente durante i molteplici lockdown imposti in Australia durante la pandemia di Covid 19.

## Videoclip
Per il videoclip del brano musicale è stata creata una coreografia in stile anni sessanta a cui hanno partecipato una compagnia di ballerini, oltre che la stessa Imbruglia.

## Tracce
Testi e musiche di Fiona Bevan, Luke Fitton, Natalie Imbruglia.
1. Build It Better – 3:24